# Mlečniki
Mlečniki (znanstveno ime Lactifluus) so rod gliv iz družine golobičark (Russulaceae).

## Seznam mlečnikov Slovenije[2]
- plišasti mlečnik (Lactifluus bertillonii)
- zeleneči mlečnik (Lactifluus glaucescens)
- debelobetni mlečnik (Lactifluus oedematopus)
- pergamentasti mlečnik (Lactifluus pergamenus)
- poprov mlečnik (Lactifluus piperatus)
- polsteni mlečnik (Lactifluus vellereus)
- sočni mlečnik (Lactifluus volemus)